# Mai Wei
Mai Wei (em inglês: My Way) é um filme sul-coreano de 2011, do gênero guerra, dirigido por Kang Je-gyu. Baseado na história de Yang Kyoungjong, que lutou pelo exército japonês, soviético e alemão durante a Segunda Guerra Mundial.

## Sinopse
Dois amigos maratonistas, Tatsuo de família rica e Jun Shik de origem humilde, disputam passo a passo corridas desde a infância. Durante uma competição, o corredor coreano vence e é desclassificado injustamente. Como punição ele é enviado para a fronteira da Mongólia para lutar contra os russos em 1939. Lá ele encontra Tatsuo como seu cruel comandante, que envia soldados em missões suicidas. Mas ambos são capturados e enviados para um campo de trabalho na Sibéria, onde em 1941, após a Alemanha invadir a União Soviética, lhes são dada a opção de lutar ou serem executados. Escolhem a primeira opção, e após mais um combate eles sobrevivem, e iniciam mais uma longa jornada quando decidem atravessar montanhas congeladas para chegar aos domínios germânicos.

## Elenco
- Jang Dong-gun ... Kim Jun-shik
- Joe Odagiri ... Tatsuo Hasegawa
- Fan Bingbing ... Shirai
- Kim In-kwon ... Lee Jong-dae
- Lee Yeon-hee ... Kim Eun-soo
- Yoon Hee-won ... Sohn Kee-chung
- Chun Ho-jin ... pai de Jun-shik
- Isao Natsuyagi ... avô de Tatsuo